# Instituto Verificador de Comunicação
O Instituto Verificador de Comunicação ou  IVC é uma entidade do Brasil, sem fins lucrativos, responsável pela auditoria multiplataforma de mídia. Seu objetivo é fornecer ao mercado dados isentos e detalhados sobre comunicação, incluindo tráfego web, tanto de desktops quanto de smartphones, tablets e aplicativos, bem como circulação e distribuição de publicações, eventos e mídia out of home.
Para isso, conta com plataforma única que interliga números de diversas audiências às agências mais importantes de todo o País.
A entidade é composta por representantes de anunciantes, agências de propaganda e editores.
O IVC foi fundado em 1961, à princípio como um departamento da Associação Brasileira de Propaganda (ABP). Roberto Civita, à época vendedor de anúncios da Editora Abril, sugeriu às agências agências J.W. Thompson e McCann-Erickson a criação de uma entidade independente para auditar a circulação de jornais e revistas, como existia nos Estados Unidos, porque à época potenciais anunciantes não acreditavam nos números dados por editoras por falta de critérios para comprová-los.
Em 1965, a ABP concedeu autonomia ao IVC e a entidade ganhou personalidade jurídica própria.
O IVC é filiado à International Federation of Audit Bureaux of Certification (IFABC).

## Circulação e Tiragem
Explicando de forma simplificada, a tiragem de uma publicação consiste meramente no número bruto de exemplares impressos de determinada publicação. A circulação, por sua vez, representa efetivamente o número de exemplares que chegaram às mãos dos leitores, seja por meio de assinaturas, venda avulsa ou distribuição direcionada.

## Auditoria
Os dados aferidos pela auditoria do IVC são fundamentais para que os profissionais de mídia possam trabalhar com informações técnicas e precisas para destinar os recursos de campanhas publicitárias. Hoje, essa ferramenta se torna imprescindível em tempos em que cada vez mais se busca a otimização de investimentos e a maximização de resultados.
O IVC é filiado à International Federation of Audit Bureaux of Circulations (IFABC).